# Ixora pierrei
Ixora pierrei är en måreväxtart som beskrevs av Elmer Drew Merrill. Ixora pierrei ingår i släktet Ixora och familjen måreväxter. Inga underarter finns listade i Catalogue of Life.